# Marko Tadić (Eishockeyspieler)
Marko Tadić (* 3. März 1986 in Zagreb, SR Kroatien) ist ein kroatischer Eishockeyspieler, der seit 2014 beim KHL Medveščak Zagreb unter Vertrag steht. 

## Karriere
Marko Tadić begann seine Karriere als Eishockeyspieler in seiner Heimatstadt beim KHL Mladost Zagreb, für den er in der Saison 2001/02 sein Debüt in der kroatischen Eishockeyliga gab. In den Spielzeiten 2005/06 und 2008/09 nahm er zudem mit Mladost an der slowenischen Eishockeyliga teil und gewann mit seiner Mannschaft 2008 erstmals in seiner Laufbahn den kroatischen Meistertitel. In der Saison 2009/10 lief er für Mladost zudem in der neu gegründeten Slohokej Liga auf und in der Saison 2010/11 in dieser für das Team Zagreb, das Gemeinschaftsprojekt der Zagreber Spitzenvereine. 
Seit 2014 steht er beim kroatischen Rekordmeister KHL Medveščak Zagreb auf dem Eis und gewann mit der zweiten Herren-Mannschaft 2015, 2016, 2017 und 2018 die kroatische Meisterschaft. Während der Saison 2018/19 absolvierte er auch einige Spiele für den Klub in der Erste Bank Eishockey Liga.

### International
Für Kroatien nahm Tadić im Juniorenbereich an den U18-Junioren-C-Weltmeisterschaften 2001, 2002, 2003 und 2004 sowie den U20-Junioren-C-Weltmeisterschaften 2002, 2004, 2005 und 2006 und der U20-Junioren-B-Weltmeisterschaft 2003 teil. Im Seniorenbereich stand er im Aufgebot seines Landes bei den C-Weltmeisterschaften 2007 und 2011 sowie bei den B-Weltmeisterschaften 2006, 2008 und 2009.

## Erfolge und Auszeichnungen
- 2008 Kroatischer Meister mit dem KHL Mladost Zagreb

### International
- 2002 Aufstieg in die Division I bei der U20-Junioren-Weltmeisterschaft der Division II
- 2007 Aufstieg in die Division I bei der Weltmeisterschaft der Division II